# Internationale Bank für Wiederaufbau und Entwicklung
Die Internationale Bank für Wiederaufbau und Entwicklung (englisch International Bank for Reconstruction and Development, IBRD) ist ein Teil der Weltbankgruppe und die Weltbank im engen Sinne.

## Gründungsgeschichte
Die Gründung der IBRD als Teil der Weltbankgruppe wurde im Juli 1944 auf der Währungs- und Finanzkonferenz der Vereinten Nationen in Bretton Woods beschlossen, und am 27. Dezember 1945 wurde die IBRD gegründet. Am 25. Juni 1946 nahm die Bank mit 12 Milliarden US-Dollar Anfangskapital an ihrem Sitz in Washington, D.C. (USA) ihre Geschäftstätigkeit auf. Die Bank wurde im Hinblick auf den für die Nachkriegszeit erwarteten großen Bedarf an langfristigem Kapital für den Wiederaufbau und die wirtschaftliche Entwicklung ihrer Mitgliedsländer geschaffen. Zunächst setzte sie ihre Mittel überwiegend für den Wiederaufbau Europas ein. Nach Beginn der amerikanischen Wirtschaftshilfe zu Gunsten Europas konnte sie sich ab Ende der 1940er Jahre auf die Entwicklungsländer konzentrieren.
Deutschland beschloss am 28. Juli 1952 den Beitritt zur IBRD und wurde am 14. August das 53. Mitglied.

## Finanzierung und Mittelverwendung
Als offizielle multilaterale Institution, deren Kapitalanteile von Mitgliedstaaten in Relation zu ihrer wirtschaftlichen Stärke gehalten werden, ist die IBRD in der Lage, Geld auf dem Kapitalmarkt zu sehr günstigen Bedingungen aufzunehmen und an ihre kreditnehmenden Mitglieder weiterzuleiten. Bis zum 30. Juni 2003 hatten 184 Länder Kapitalanteile von insgesamt 189,5 Mrd. US$ gezeichnet. Der deutsche Anteil daran betrug 4,61 % (Stimmrechtsanteil 4,49 %).
Die IBRD finanziert die Darlehen (Laufzeit: 15 bis 20 Jahre, drei bis fünf Freijahre), die sie vergibt, überwiegend aus eigenen Mittelaufnahmen an den internationalen Kapitalmärkten, aber auch aus Darlehensrückzahlungen und zu einem geringen Teil aus Einzahlungen der Mitglieder auf das Grundkapital sowie aus Reinerträgen. Im Geschäftsjahr 2003 gewährte die Weltbank Darlehen für etwa 11,2 Mrd. US$ zur Finanzierung von 99 Projekten und Programmen in 39 Ländern.

## Mandat und Aufgabe
Hauptaufgabe der IBRD ist die Förderung der wirtschaftlichen Entwicklung in Entwicklungs- und Transformationsländern. Schwerpunkte bilden die Armutsbekämpfung, der Umweltschutz und die Förderung privatwirtschaftlicher Entwicklung. Hauptinstrument ist die Gewährung von langfristigen Darlehen zu marktnahen Konditionen. Damit werden Investitionsprojekte, technische Hilfe sowie wirtschaftliche Reformprogramme finanziert. Die wichtigste Grundlage für Umfang und Ausrichtung dieser Finanzierungen ist die Länderstrategie (Country Assistance Strategy – CAS), die von der Weltbank zusammen mit dem Empfängerland erarbeitet wird und auf dessen eigenen Entwicklungsstrategien aufbaut.

## Struktur und rechtlicher Status
Ebenso wie der Internationale Währungsfonds (IWF) ist auch die Weltbank eine Sonderorganisation der Vereinten Nationen. Mitglieder bei der IBRD können nur Staaten werden, die bereits dem IWF angehören und alle damit verbundenen Verpflichtungen übernommen haben. Die Mitgliedschaft bei der IBRD ist wiederum Voraussetzung für den Beitritt zur Internationalen Entwicklungsorganisation (IDA), Internationalen Finanz-Corporation (IFC), der Multilateralen Investitions-Garantie-Agentur (MIGA) und zum Internationalen Zentrum für die Beilegung von Investitionsstreitigkeiten (ICSID).
Oberstes Organ der IBRD (wie auch bei IFC, IDA und MIGA) ist der Gouverneursrat, für den jedes Mitgliedsland einen Gouverneur (in der Regel den Wirtschafts- oder Finanzminister) und einen Stellvertreter ernennt. Das Exekutivdirektorium besteht bei der IBRD, der IDA und der IFC seit Herbst 1992 aus 24 Personen; davon werden fünf von den Mitgliedern mit den höchsten Kapitalanteilen (darunter Deutschland) ernannt, die übrigen 19 werden alle zwei Jahre durch die Gouverneure anderer Mitgliedsländer gewählt. Mit Ausnahme der Volksrepublik China, Russlands und Saudi-Arabiens, die durch einen eigenen Exekutivdirektor repräsentiert werden, vertreten die übrigen gewählten Direktoren jeweils mehrere Mitgliedsländer (Stimmrechtsgruppen). Die Exekutivdirektoren nehmen – im Auftrag ihrer Gouverneure – das Tagesgeschäft wahr.
Die laufenden Geschäfte führt der Präsident entsprechend den Beschlüssen des Direktoriums. Er wird von den Exekutivdirektoren für fünf Jahre gewählt und darf weder Gouverneur noch Exekutivdirektor sein. Er hat den Vorsitz im Direktorium (ohne Stimmrecht, außer bei Stimmengleichheit) und ist Leiter des Mitarbeiterstabs. Präsident der IBRD und ihrer Schwestergesellschaften IDA und MIGA war zuletzt von 2005 bis 2007 der Amerikaner Paul Wolfowitz. Bei der IFC und bei der MIGA bestehen organisatorische Besonderheiten insofern, als sie einen eigenen, von der IBRD und IDA getrennten Mitarbeiterstab und einen eigenen geschäftsführenden Vizepräsidenten haben.
Bei Abstimmungen im Gouverneursrat und Direktorium richtet sich das Stimmengewicht des einzelnen Landes im Wesentlichen nach der Höhe seines Kapitalanteils. Wie beim IWF verfügen alle Mitglieder – über eine bestimmte Anzahl von Basisstimmen hinaus – über Stimmrechte entsprechend ihrer finanziellen Beteiligung.